# Tequexco
Tequexco är en ort i Mexiko.   Den ligger i kommunen Ajalpan och delstaten Puebla, i den sydöstra delen av landet, 230 km sydost om huvudstaden Mexico City. Tequexco ligger 1 265 meter över havet och antalet invånare är 118.
Terrängen runt Tequexco är varierad. Runt Tequexco är det tätbefolkat, med 427 invånare per kvadratkilometer. Närmaste större samhälle är Tehuacán, 13,7 km nordväst om Tequexco. Trakten runt Tequexco består till största delen av jordbruksmark.